# Lista över fornlämningar i Ulricehamns kommun (Södra Säm)
Lista över fornlämningar i Ulricehamns kommun (Södra Säm) är en förteckning av ett urval av de fornlämningar som finns i Södra Säm i Ulricehamns kommun.
| Namn                              | Lämningstyp                 | Tillkomsttid | Historisk indelning      | Plats | Läge                 | ID-nr          | Bild                                 |
| --------------------------------- | --------------------------- | ------------ | ------------------------ | ----- | -------------------- | -------------- | ------------------------------------ |
| Södra Säm 3:1                     | Röse                        |              | Södra Säm, Västergötland |       | 57.678496, 13.372108 | 10178800030001 | Ladda upp en bild av detta fornminne |
| Södra Säm 3:2                     | Hällristning                |              | Södra Säm, Västergötland |       | 57.678496, 13.372108 | 10178800030002 | Ladda upp en bild av detta fornminne |
| Södra Säm 7:1                     | Hällristning                |              | Södra Säm, Västergötland |       | 57.681682, 13.374385 | 10178800070001 | Ladda upp en bild av detta fornminne |
| Södra Säm 10:1                    | Röse                        |              | Södra Säm, Västergötland |       | 57.684306, 13.389802 | 10178800100001 | Ladda upp en bild av detta fornminne |
| Södra Säm 11:1                    | Röse                        |              | Södra Säm, Västergötland |       | 57.687213, 13.391979 | 10178800110001 | Ladda upp en bild av detta fornminne |
| Södra Säm 13:1                    | Röse                        |              | Södra Säm, Västergötland |       | 57.686555, 13.403483 | 10178800130001 | Ladda upp en bild av detta fornminne |
| Södra Säm 14:1                    | Röse                        |              | Södra Säm, Västergötland |       | 57.687371, 13.404282 | 10178800140001 | Ladda upp en bild av detta fornminne |
| Södra Säm 16:1                    | Röse                        |              | Södra Säm, Västergötland |       | 57.688274, 13.405569 | 10178800160001 | Ladda upp en bild av detta fornminne |
| Södra Säm 16:2                    | Stensättning                |              | Södra Säm, Västergötland |       | 57.688183, 13.405369 | 10178800160002 | Ladda upp en bild av detta fornminne |
| Södra Säm 16:3                    | Röse                        |              | Södra Säm, Västergötland |       | 57.688091, 13.405213 | 10178800160003 | Ladda upp en bild av detta fornminne |
| Södra Säm 17:1                    | Stensättning                |              | Södra Säm, Västergötland |       | 57.687614, 13.412604 | 10178800170001 | Ladda upp en bild av detta fornminne |
| Södra Säm 18:1                    | Röse                        |              | Södra Säm, Västergötland |       | 57.686091, 13.410257 | 10178800180001 | Ladda upp en bild av detta fornminne |
| Södra Säm 18:2                    | Stensättning                |              | Södra Säm, Västergötland |       | 57.686360, 13.410484 | 10178800180002 | Ladda upp en bild av detta fornminne |
| Södra Säm 19:1                    | Röse                        |              | Södra Säm, Västergötland |       | 57.697140, 13.410507 | 10178800190001 | Ladda upp en bild av detta fornminne |
| Södra Säm 21:1                    | Röse                        |              | Södra Säm, Västergötland |       | 57.679266, 13.405616 | 10178800210001 | Ladda upp en bild av detta fornminne |
| Södra Säm 22:1                    | Stensättning                |              | Södra Säm, Västergötland |       | 57.679653, 13.405818 | 10178800220001 | Ladda upp en bild av detta fornminne |
| Södra Säm 22:2                    | Stensättning                |              | Södra Säm, Västergötland |       | 57.679579, 13.405566 | 10178800220002 | Ladda upp en bild av detta fornminne |
| Södra Säm 23:1                    | Stensättning                |              | Södra Säm, Västergötland |       | 57.673616, 13.411553 | 10178800230001 | Ladda upp en bild av detta fornminne |
| Södra Säm 26:1                    | Röse                        |              | Södra Säm, Västergötland |       | 57.681053, 13.416495 | 10178800260001 | Ladda upp en bild av detta fornminne |
| Södra Säm 27:1                    | Röse                        |              | Södra Säm, Västergötland |       | 57.680325, 13.417723 | 10178800270001 | Ladda upp en bild av detta fornminne |
| Södra Säm 28:1                    | Röse                        |              | Södra Säm, Västergötland |       | 57.681920, 13.419216 | 10178800280001 | Ladda upp en bild av detta fornminne |
| Södra Säm 30:1                    | Stensättning                |              | Södra Säm, Västergötland |       | 57.686665, 13.416252 | 10178800300001 | Ladda upp en bild av detta fornminne |
| Södra Säm 30:2                    | Hällristning                |              | Södra Säm, Västergötland |       | 57.686562, 13.416164 | 10178800300002 | Ladda upp en bild av detta fornminne |
| Södra Säm 31:1                    | Röse                        |              | Södra Säm, Västergötland |       | 57.688653, 13.418687 | 10178800310001 | Ladda upp en bild av detta fornminne |
| Södra Säm 31:2                    | Stensättning                |              | Södra Säm, Västergötland |       | 57.688768, 13.419157 | 10178800310002 | Ladda upp en bild av detta fornminne |
| Södra Säm 32:1                    | Stensättning                |              | Södra Säm, Västergötland |       | 57.691157, 13.419019 | 10178800320001 | Ladda upp en bild av detta fornminne |
| Södra Säm 33:1                    | Röse                        |              | Södra Säm, Västergötland |       | 57.691699, 13.418846 | 10178800330001 | Ladda upp en bild av detta fornminne |
| Södra Säm 33:2                    | Grav markerad av sten/block |              | Södra Säm, Västergötland |       | 57.691540, 13.419421 | 10178800330002 | Ladda upp en bild av detta fornminne |
| Södra Säm 33:3                    | Grav markerad av sten/block |              | Södra Säm, Västergötland |       | 57.691414, 13.419274 | 10178800330003 | Ladda upp en bild av detta fornminne |
| Södra Säm 33:4                    | Grav markerad av sten/block |              | Södra Säm, Västergötland |       | 57.691483, 13.419320 | 10178800330004 | Ladda upp en bild av detta fornminne |
| Södra Säm 34:1                    | Gravfält                    |              | Södra Säm, Västergötland |       | 57.693068, 13.419504 | 10178800340001 | Ladda upp en bild av detta fornminne |
| Södra Säm 36:1                    | Gravfält                    |              | Södra Säm, Västergötland |       | 57.677169, 13.397460 | 10178800360001 | Ladda upp en bild av detta fornminne |
| Södra Säm 39:1                    | Röse                        |              | Södra Säm, Västergötland |       | 57.664500, 13.397320 | 10178800390001 | Ladda upp en bild av detta fornminne |
| Kummeliberg (Södra Säm 41:1)      | Gravfält                    |              | Södra Säm, Västergötland |       | 57.660362, 13.399990 | 10178800410001 | Ladda upp en bild av detta fornminne |
| Södra Säm 42:1                    | Gravfält                    |              | Södra Säm, Västergötland |       | 57.697005, 13.418291 | 10178800420001 | Ladda upp en bild av detta fornminne |
| Södra Säm 43:1                    | Stensättning                |              | Södra Säm, Västergötland |       | 57.699177, 13.419409 | 10178800430001 | Ladda upp en bild av detta fornminne |
| Södra Säm 44:1                    | Röse                        |              | Södra Säm, Västergötland |       | 57.697037, 13.420174 | 10178800440001 | Ladda upp en bild av detta fornminne |
| Södra Säm 44:2                    | Stensättning                |              | Södra Säm, Västergötland |       | 57.696799, 13.419651 | 10178800440002 | Ladda upp en bild av detta fornminne |
| Södra Säm 44:3                    | Stensättning                |              | Södra Säm, Västergötland |       | 57.696677, 13.419600 | 10178800440003 | Ladda upp en bild av detta fornminne |
| Södra Säm 44:4                    | Grav markerad av sten/block |              | Södra Säm, Västergötland |       | 57.696656, 13.419745 | 10178800440004 | Ladda upp en bild av detta fornminne |
| Södra Säm 46:1                    | Röse                        |              | Södra Säm, Västergötland |       | 57.714761, 13.430024 | 10178800460001 | Ladda upp en bild av detta fornminne |
| Södra Säms kyrka (Södra Säm 49:1) | Kyrka/kapell                |              | Södra Säm, Västergötland |       | 57.652817, 13.393754 | 10178800490001 | Ladda upp en bild av detta fornminne |
| Södra Säms kyrka (Södra Säm 49:2) | Begravningsplats            |              | Södra Säm, Västergötland |       | 57.652684, 13.393593 | 10178800490002 | Ladda upp en bild av detta fornminne |
| Södra Säm 50:1                    | Röse                        |              | Södra Säm, Västergötland |       | 57.647844, 13.397835 | 10178800500001 | Ladda upp en bild av detta fornminne |
| Södra Säm 52:1                    | Stensättning                |              | Södra Säm, Västergötland |       | 57.687521, 13.405307 | 10178800520001 | Ladda upp en bild av detta fornminne |
| Södra Säm 53:1                    | Stensättning                |              | Södra Säm, Västergötland |       | 57.689603, 13.418684 | 10178800530001 | Ladda upp en bild av detta fornminne |
| Södra Säm 55:1                    | Begravningsplats            |              | Södra Säm, Västergötland |       | 57.650753, 13.395948 | 10178800550001 | Ladda upp en bild av detta fornminne |
| Södra Säm 56:1                    | Hällristning                |              | Södra Säm, Västergötland |       | 57.688902, 13.384513 | 10178800560001 | Ladda upp en bild av detta fornminne |
| Södra Säm 57:1                    | Hällristning                |              | Södra Säm, Västergötland |       | 57.683175, 13.374822 | 10178800570001 | Ladda upp en bild av detta fornminne |
| Södra Säm 58:1                    | Hällristning                |              | Södra Säm, Västergötland |       | 57.686387, 13.371694 | 10178800580001 | Ladda upp en bild av detta fornminne |
| Södra Säm 59:1                    | Hällristning                |              | Södra Säm, Västergötland |       | 57.690075, 13.376473 | 10178800590001 | Ladda upp en bild av detta fornminne |
| Södra Säm 60:1                    | Hällristning                |              | Södra Säm, Västergötland |       | 57.687696, 13.375664 | 10178800600001 | Ladda upp en bild av detta fornminne |
| Södra Säm 60:2                    | Hällristning                |              | Södra Säm, Västergötland |       | 57.687751, 13.375731 | 10178800600002 | Ladda upp en bild av detta fornminne |
| Södra Säm 61:1                    | Hällristning                |              | Södra Säm, Västergötland |       | 57.684638, 13.376242 | 10178800610001 | Ladda upp en bild av detta fornminne |
| Södra Säm 62:1                    | Stensättning                |              | Södra Säm, Västergötland |       | 57.684652, 13.390531 | 10178800620001 | Ladda upp en bild av detta fornminne |
| Södra Säm 62:2                    | Hällristning                |              | Södra Säm, Västergötland |       | 57.684652, 13.390531 | 10178800620002 | Ladda upp en bild av detta fornminne |
| Södra Säm 62:3                    | Hällristning                |              | Södra Säm, Västergötland |       | 57.684652, 13.390531 | 10178800620003 | Ladda upp en bild av detta fornminne |
| Södra Säm 62:4                    | Hällristning                |              | Södra Säm, Västergötland |       | 57.684652, 13.390531 | 10178800620004 | Ladda upp en bild av detta fornminne |
| Södra Säm 63:1                    | Hällristning                |              | Södra Säm, Västergötland |       | 57.683110, 13.392074 | 10178800630001 | Ladda upp en bild av detta fornminne |
| Södra Säm 64:1                    | Hällristning                |              | Södra Säm, Västergötland |       | 57.685408, 13.393524 | 10178800640001 | Ladda upp en bild av detta fornminne |
| Södra Säm 64:2                    | Hällristning                |              | Södra Säm, Västergötland |       | 57.685407, 13.393819 | 10178800640002 | Ladda upp en bild av detta fornminne |
| Södra Säm 65:1                    | Hällristning                |              | Södra Säm, Västergötland |       | 57.685946, 13.395100 | 10178800650001 | Ladda upp en bild av detta fornminne |
| Södra Säm 66:1                    | Hällristning                |              | Södra Säm, Västergötland |       | 57.685487, 13.419060 | 10178800660001 | Ladda upp en bild av detta fornminne |
| Södra Säm 68:1                    | Hällristning                |              | Södra Säm, Västergötland |       | 57.695324, 13.407091 | 10178800680001 | Ladda upp en bild av detta fornminne |
| Södra Säm 69:1                    | Hällristning                |              | Södra Säm, Västergötland |       | 57.696728, 13.411689 | 10178800690001 | Ladda upp en bild av detta fornminne |
| Södra Säm 70:1                    | Stensättning                |              | Södra Säm, Västergötland |       | 57.696605, 13.410307 | 10178800700001 | Ladda upp en bild av detta fornminne |
| Södra Säm 70:2                    | Stensättning                |              | Södra Säm, Västergötland |       | 57.696709, 13.410379 | 10178800700002 | Ladda upp en bild av detta fornminne |
| Södra Säm 71:1                    | Hällristning                |              | Södra Säm, Västergötland |       | 57.689452, 13.385106 | 10178800710001 | Ladda upp en bild av detta fornminne |
| Södra Säm 73:1                    | Stensättning                |              | Södra Säm, Västergötland |       | 57.688336, 13.411011 | 10178800730001 | Ladda upp en bild av detta fornminne |
| Södra Säm 73:2                    | Röse                        |              | Södra Säm, Västergötland |       | 57.688092, 13.410655 | 10178800730002 | Ladda upp en bild av detta fornminne |
| Södra Säm 74:1                    | Stensättning                |              | Södra Säm, Västergötland |       | 57.638591, 13.381739 | 10178800740001 | Ladda upp en bild av detta fornminne |
| Södra Säm 75:1                    | Stensättning                |              | Södra Säm, Västergötland |       | 57.684451, 13.408325 | 10178800750001 | Ladda upp en bild av detta fornminne |
| Södra Säm 75:2                    | Stensättning                |              | Södra Säm, Västergötland |       | 57.684291, 13.408328 | 10178800750002 | Ladda upp en bild av detta fornminne |
| Södra Säm 79:1                    | Hällristning                |              | Södra Säm, Västergötland |       | 57.694280, 13.411264 | 10178800790001 | Ladda upp en bild av detta fornminne |
| Södra Säm 99:1                    | Stensättning                |              | Södra Säm, Västergötland |       | 57.702214, 13.423196 | 10178800990001 | Ladda upp en bild av detta fornminne |
| Södra Säm 99:2                    | Stensättning                |              | Södra Säm, Västergötland |       | 57.702022, 13.422995 | 10178800990002 | Ladda upp en bild av detta fornminne |
| Södra Säm 99:3                    | Stensättning                |              | Södra Säm, Västergötland |       | 57.701937, 13.422715 | 10178800990003 | Ladda upp en bild av detta fornminne |
| Södra Säm 100:1                   | Röse                        |              | Södra Säm, Västergötland |       | 57.693893, 13.429256 | 10178801000001 | Ladda upp en bild av detta fornminne |
| Södra Säm 111:1                   | Hög                         |              | Södra Säm, Västergötland |       | 57.653785, 13.397085 | 10178801110001 | Ladda upp en bild av detta fornminne |
| Södra Säm 111:2                   | Hög                         |              | Södra Säm, Västergötland |       | 57.653891, 13.397143 | 10178801110002 | Ladda upp en bild av detta fornminne |
| Södra Säm 111:3                   | Stensättning                |              | Södra Säm, Västergötland |       | 57.654012, 13.397179 | 10178801110003 | Ladda upp en bild av detta fornminne |
| Södra Säm 115:1                   | Stensättning                |              | Södra Säm, Västergötland |       | 57.699219, 13.420142 | 10178801150001 | Ladda upp en bild av detta fornminne |
| Södra Säm 124:1                   | Stensättning                |              | Södra Säm, Västergötland |       | 57.673994, 13.412245 | 10178801240001 | Ladda upp en bild av detta fornminne |
| Södra Säm 124:2                   | Stensättning                |              | Södra Säm, Västergötland |       | 57.674085, 13.412340 | 10178801240002 | Ladda upp en bild av detta fornminne |
| Södra Säm 127:1                   | Hällristning                |              | Södra Säm, Västergötland |       | 57.673807, 13.405031 | 10178801270001 | Ladda upp en bild av detta fornminne |
| Solhem (Södra Säm 129:3)          | Hällristning                |              | Södra Säm, Västergötland |       | 57.665916, 13.389793 | 10178801290003 | Ladda upp en bild av detta fornminne |
| Södra Säm 130:1                   | Röse                        |              | Södra Säm, Västergötland |       | 57.711703, 13.429300 | 10178801300001 | Ladda upp en bild av detta fornminne |
| Södra Säm 130:2                   | Stensättning                |              | Södra Säm, Västergötland |       | 57.711662, 13.429055 | 10178801300002 | Ladda upp en bild av detta fornminne |
| Södra Säm 130:3                   | Stensättning                |              | Södra Säm, Västergötland |       | 57.711557, 13.428925 | 10178801300003 | Ladda upp en bild av detta fornminne |
| Södra Säm 131:1                   | Hällristning                |              | Södra Säm, Västergötland |       | 57.627297, 13.395044 | 10178801310001 | Ladda upp en bild av detta fornminne |
| Södra Säm 131:2                   | Hällristning                |              | Södra Säm, Västergötland |       | 57.627289, 13.394797 | 10178801310002 | Ladda upp en bild av detta fornminne |
| Södra Säm 132:1                   | Hög                         |              | Södra Säm, Västergötland |       | 57.659385, 13.399174 | 10178801320001 | Ladda upp en bild av detta fornminne |
| Södra Säm 132:2                   | Hög                         |              | Södra Säm, Västergötland |       | 57.659282, 13.399263 | 10178801320002 | Ladda upp en bild av detta fornminne |